# Amar Sonar Bangla
Amar Sonar Bangla este imnul național din Bangladesh.